# Frühe Melde
Die Frühe Melde (Atriplex praecox) ist eine Pflanzenart aus der Gattung der Melden (Atriplex) innerhalb der Familie der Fuchsschwanzgewächse (Amaranthaceae).

## Beschreibung

### Vegetative Merkmale
Die Frühe Melde ist eine einjährige krautige Pflanze. Ihr aufrechter Stängel ist bei einer Wuchshöhe von etwa 30 cm im unteren Teil verzweigt.
Die Laubblätter sind an den untersten vier Knoten gegenständig, darüber wechselständig am Stängel angeordnet. Ihre beiderseits grüne Blattspreite ist dreieckig mit kleinen, etwas nach oben gerichteten Seitenecken oder rhombisch-eiförmig. Während die nah verwandte Stiel-Melde (Atriplex longipes) zwischen der verzweigten Basis und den Blütenständen eine Übergangszone von etwa vier Blättern aufweist, kann diese Zone bei der Frühen Melde fehlen.

### Blütenstand und Blüte
Die Blütezeit beginnt in Skandinavien schon im Mai, im Gebiet der früheren Sowjetunion meist erst im Juli. Die Frühe Melde ist einhäusig getrenntgeschlechtig (monözisch). Männliche Blüten enthalten fünf Blütenhüllblätter (Tepalen) und fünf Staubblätter. Weibliche Blüten, die nur aus dem Fruchtknoten bestehen, werden umhüllt von zwei, selten auch drei eiförmigen Vorblättern. Im Unterschied zur Stiel-Melde gibt es bei der Frühen Melde keine zu einblütigen Scheinblüten reduzierte Blütenknäuel mit großen laubblattähnlichen Vorblättern.

### Frucht und Samen
Die vertikale Frucht wird von den im unteren Fünftel bis Viertel verwachsenen Vorblättern umhüllt. Die Vorblätter sind sitzend oder bis 5 mm lang gestielt, eiförmig, ganzrandig oder mit zwei bis vier winzigen Zähnchen beiderseits. Auf ihrer Rückseite tragen sie keine Anhängsel.
Es gibt zwei Samentypen (Heterokarpie): rötlich-schwarze, bisweilen elliptische, etwas konvexe Samen mit einem Durchmesser von meist 1,4 bis 1,8 (selten bis 2) mm sowie rotbraune, konkave Samen mit einem Durchmesser von 1,7 bis 2,2 (bis 2,5) mm.

### Chromosomenzahl
Die Chromosomenzahl beträgt 2n=18.

### Photosyntheseweg
Die Frühe Melde ist eine C3-Pflanze mit normaler Blattanatomie.

## Vorkommen
Das nordeuropäische Verbreitungsgebiet der Frühen Melde umfasst Island, Großbritannien, Deutschland, Norwegen, Schweden, das nord- und nordwesteuropäische Russland, Estland und Finnland. Auch im westlichen Grönland und möglicherweise sogar in Kanada soll die Art vorkommen.
Sie besiedelt die Meeresküsten und ist dort zerstreut bis selten. In Nordeuropa ist sie oft fälschlich als Spreizende Melde (Atriplex patula) bestimmt worden.
In Deutschland kommt die Frühe Melde sehr selten in Mecklenburg-Vorpommern an der vorpommerschen Ostseeküste vor.

## Systematik
Die Frühe Melde (Atriplex praecox) zählt zur Sektion Teutliopsis Dumort. innerhalb der Gattung Atriplex. Zusammen mit der Stiel-Melde (Atriplex longipes Drejer) und Atriplex nudicaulis Bogusl. wird sie zum Atriplex longipes-Aggregat zusammengefasst.
Die Erstbeschreibung von Atriplex praecox erfolgte 1918 durch Karl Alrik Hülphers in Carl Axel Magnus Lindman: Svensk Fanerogamflora, S. 228.
Synonyme für Atriplex praecox Hülph. sind Atriplex longipes subsp. praecox (Hülph.) Turesson und Atriplex kuzenevae N.Semenova.